# Antoine-François de Fourcroy
Antoine-François de Fourcroy (Parigi, 15 giugno 1755 – Parigi, 16 dicembre 1809) è stato un chimico e medico francese.

## Biografia
Figlio di un farmacista al servizio del duca di Orléans, iniziò gli studi in medicina su consiglio dell'anatomista Felix Vicq d'Azyr (1748 - 1794) e nel 1780, dopo molte difficoltà dovute alla carenza di mezzi economici, riuscì a ottenere la laurea. Durante gli studi la sua attenzione fu rivolta in special modo alla chimica anche grazie all'influenza di J.B.M. Bucquet (1746 - 1780), il professore di chimica alla Scuola di Medicina di Parigi.
Esercitò la professione di medico per alcuni anni, finché nel 1784 venne scelto per succedere a P.J. Macquer (1718 - 1784) come assistente di chimica nella scuola del Jardin du roi, uno tra i più grandi centri di ricerca biologica dell'epoca, dove le sue lezioni divennero sempre più popolari. Nel 1785 venne anche nominato socio dell'Académie des Sciences di Parigi.
Conquistato dalle teorie del Lavoisier, che aiutò a diffondere grazie a suoi voluminosi scritti, collaborò dal 1787 con Guyton de Morveau e Claude-Louis Berthollet alla realizzazione di un sistema razionale di nomenclatura chimica, la Methode de nomenclature chimique (1787).
Legò il suo nome ad un gran numero di trattati di chimica, ma anche di fisiologia e di patologia. Seppe essere di volta in volta un attento insegnante, un abile coordinatore e un originale ricercatore. Si occupò, infatti, anche di ricerca sperimentale, collaborando soprattutto con Louis Nicolas Vauquelin, studiando la chimica di alcuni processi fisiologici.
Scrittore limpido ed elegante, nel 1792 pubblicò la sua opera più conosciuta, la Philosophie chimique, considerata in modo unanime una delle sintesi più brillanti della teoria chimica lavoisieriana, tradotta in ben undici lingue.
Durante la Rivoluzione francese fece parte del Club dei Giacobini (che riuniva i rappresentanti della borghesia e democratici, come il Robespierre e Desmoulins) e, nel 1793 partecipò alla Convenzione nazionale.
Membro del Comité de istruction public e del Comité de Salut public e in seguito, durante la dominazione di Napoleone Bonaparte, direttore generale dell'istruzione, contribuì significativamente alla creazione di scuole per l'istruzione primaria e secondaria (l'École centrale des Travaux publics), occupandosi specialmente degli studi scientifici.
Fourcroy morì a Parigi il 16 dicembre 1809, lo stesso giorno nel quale veniva insignito del titolo di conte dell'impero francese.
A causa della sua partecipazione alla Convenzione egli venne accusato di aver contribuito all'uccisione di Lavoisier (ghigliottinato dai rivoluzionari a Parigi nel 1794). Georges Cuvier, nel suo Eloge historique di Fourcroy, respinge tale accusa, ma, benché non sia possibile provare una sua partecipazione attiva alla condanna, è quasi impossibile assolverlo dall'accusa di un'opportunistica indifferenza.
Il Catalogue of Scientific Papers della Royal Society attribuisce a Fourcroy 59 trattati, mentre altri 58 risultano scritti in collaborazione con altri studiosi.

## Ipse dixit...
"La divisione [...] in chimica teorica e chimica pratica, che è stata ammessa da diversi autori, è falsa e dannosa. Non vi è autentica chimica senza la riunione delle due. È impossibile trovare una teoria chimica senza fare delle esperienze, così come è impossibile fare della pratica chimica senza trarne dei risultati, l'insieme dei quali costituisce autenticamente la teoria" (Chimie, 1795).